# Carles Benpar Para
Carles Benpar Para (Barcelona, 13 de novembre de 1948), és un productor, guionista i director de cinema català.

## Biografia
Carles Benpar es va començar a interessar pel cinema des de ben petit gràcies a les sales de cinema de barri a les quals anava força sovint. Amb set anys descobreix la seva passió pel cinema quan veu El Capità Horatio Hornblower (1951) de Raoul Walsh. A finals dels anys 60 es comença a interessar pel cineclubisme i roda els seus primers curtmetratges.
En 1968 va començar el rodatge del seu primer llargmetratge Soplo de esplendor, que no finalitzaria fins a 1973. Aquesta pel·lícula inclou un mig-metratge realitzat entre 1968 i 1970 titulat El hachazo, que es pot considerar un precedent de les pel·lícules amb les quals va obtenir els Goya a la Millor Pel·lícula Documental. Soplo de esplendor es va presentar al Festival Internacional de Cinema de Locarno de 1974 i està dedicada a l'actriu Angie Dickinson.
Ha dirigit les pel·lícules Capità Escalaborns i Escapada final (Scapegoat) a partir d'històries pròpies, De mica en mica s'omple la pica sobre la novel·la de Jaume Fuster, El caçador furtiu sobre "Bel Ami" de Guy de Maupassant, La veritat oculta sobre els contes de Pere Calders, El jovencito Drácula a partir dels personatges de Bram Stoker, ¿Dónde se nacionaliza la marea? segons la història viscuda per la mateixa protagonista de la pel·lícula, La venjança del proscrit, assaig rodat en les localitzacions de les pel·lícules mítiques de la seva infància, Al final de la vida, documental íntim sobre la seva mare que només es projecta anualment el 26 de febrer, i el curtmetratge documental sobra la ciutat on va néixer Orson Welles titulat O. W. Kenosha.
Ha guanyat dues vegades consecutives el Premi Goya de l'Acadèmia del Cinema Espanyol a la Millor Pel·lícula Documental per Cineastes contra magnats en 2006 i per Cineastes en acció en 2007.
En 2013 la Filmoteca de Catalunya va publicar en format digital El refugi dels apatxes. El cinema de Carlos Benpar, escrit per Antonio Llorens Sanchis.
Ha publicat dos llibres entorn dels cineastes Nicholas Ray i Francesc Rovira Beleta.

## Filmografia
- Tom y las moscas (1970), curtmetratge
- La forma ovalar (1970), curtmetratge
- Soplo de esplendor (1968-73) Director, Guionista i Actor.
- El jovencito Drácula (1975) Director i Actor.
- De mica en mica s'omple la pica (1984) Director i Guionista.
- Moment crític (1984), curtmetratge
- Escapada final (1985) Director, Guionista i Productor.
- La veritat oculta (1987) Director, Guionista i Productor.
- Capità Escalaborns (1991) Director i Guionista.
- El caçador furtiu (1995) Director, Guionista i Productor.
- El domini dels sentits (1996) Productor executiu.
- Prenent-te (1999) Productor executiu.
- Cineastes contra magnats (2005) Director, Guionista i Productor.
- Cineastes en acció (2005) Director, Guionista i Productor.
- La venjança del proscrit (2007) Director, Guionista i Productor.
- Al final de la vida (2008) Director, Guionista i Productor.
- La segona pàtria (2009) Coproductor.
- ¿Dónde se nacionaliza la marea? (2010) Director, Guionista i Productor.
- El gènere femení (2010) Director, Guionista i Productor.
- Cançons d'amor i anarquia (2015) Director, Guionista i Productor.

## Premis
- 2006. Premi Barcelona de Cinema al millor documental per Cineastes contra magnats i Cineastes en acció[5]
- 2006. Premi Goya a la millor pel·lícula documental per Cineastes contra magnats[5]
- 2007. Premi Goya a la millor pel·lícula documental per Cineastes en acció[5]